# Spycher: Literaturpreis Leuk
Der Spycher: Literaturpreis Leuk ist ein internationaler Schweizer Literaturpreis, der 2001 von der Stiftung Schloss Leuk ins Leben gerufen wurde. Mit dem Preis-Projekt will die Stiftung einerseits das in Restaurierung befindliche Bischofsschloss in Leuk mit Leben erfüllen und andererseits die „internationale Ausstrahlung“ des Ortes verstärken. Im Spycher wird langfristig das literarische Gut der Preisträger aufbewahrt.

## Der Preis
Die Preisträger erhalten für fünf Jahre ein Aufenthaltsrecht im mittelalterlichen Ort Leuk für jeweils zwei Monate im Jahr. Den Preisträgern werden verschiedene Wohnungen zur Verfügung gestellt, in „einsamen Chalets ebenso wie in restaurierten Renaissancehäusern“. Ausserdem erhalten sie ein monatliches Stipendium in Höhe von 1.600 Fr. und die Erstattung der Reisekosten. Die internationalen Autoren können sich so zurückziehen in die besondere Landschaft des Oberwallis, sie hinterlassen Spuren in der Gemeinde durch ihre regelmässigen Besuche und es entstehen Überschneidungen und neue Netzwerke durch gleichzeitige Besuche von Preisträgern aus den Vorjahren. Der Spycher füllt sich.

### Hintergrund
Nachdem 1996 die Gemeinde Leuk der Stiftung Schloss Leuk das Bischofsschloss zur Verfügung gestellt hatte, um es zu restaurieren und zu „einem Ort der Kommunikation und Begegnung werden zu lassen, des offenen Geistes, der Interdisziplinarität und der humanistischen Spiritualität“ (alle Zitate lt. Selbstdarstellung), konnte Mario Botta für die Bauvorhaben gewonnen werden, dessen Glaskuppel bereits vollendet ist. Mit dem langfristig angelegten Projekt des Spycher: Literaturpreis Leuk kooperiert die Stiftung mit dem Internationalen Literaturfestival Leukerbad, dem Rilke-Festival in Siders, dem Künstleratelier Raron und der Mediathek Brig. Weitere Kulturaufgaben sieht die Stiftung im Schwerpunkt Bildende Kunst und in der Arbeit mit Kindern.
Sie ist Mitglied von HALMA, dem europäischen Netzwerk literarischer Zentren.

### Jury
2012 gehörten der unabhängigen Jury der Schriftsteller Thomas Hettche, die Verlegerin Sabine Dörlemann, die Journalisten Regula Freuler (NZZ) und Hubert Spiegel (FAZ) sowie der Literaturwissenschaftler Christian Döring an. In der aktuellen Jury sitzen Thomas Geiger, Christian Döring und Sabine Dörlemann. Seit 2024 ist Johannes R. Millius, Kulturdelegierter der Gemeinde Leuk, Projektleiter des Spycher: Literaturpreis Leuk.

## Preisträger
- 2001 Durs Grünbein, Thomas Hettche
- 2002 Lavinia Greenlaw, Michael Hofmann
- 2003 Martin Mosebach, Daniel de Roulet
- 2004 Marcel Beyer, Felicitas Hoppe
- 2005 Barbara Honigmann, Adam Zagajewski
- 2006 Gerhard Falkner, Gilles Rozier
- 2007 Lukas Bärfuss, Barbara Köhler
- 2008 Ulrich Peltzer
- 2009 Sibylle Lewitscharoff
- 2010 László Krasznahorkai, Alissa Walser
- 2011 Marie NDiaye, Michail Pawlowitsch Schischkin
- 2012 Judith Schalansky, John Burnside[3]
- 2013 Mircea Cărtărescu, Michael Roes[4]
- 2014 Joanna Bator[5]
- 2015 Katharina Schultens
- 2016 Abbas Khider
- 2017 Stefan Hertmans
- 2018 Thomas Lehr
- 2019 Radka Denemarková[6]
- 2020 Helena Janeczek
- 2021 Zsófia Bán
- 2022 Aleš Šteger
- 2023 Ulrike Draesner[7]
- 2024 Iris Wolff
- 2025 Jonas Lüscher[8]